# Podolotus
Podolotus là một chi thực vật có hoa trong họ Đậu.